# Miki Manojlović
Predrag »Miki« Manojlović (ćirilicom: Предраг Манојловић; Niš 5. travnja 1950.), srbijanski je glumac. U veljači 2009. Vlada Republike Srbije postavlja ga na mjesto predsjednika Srpskoga filmskog centra.

## Životopis
Odrastao je u glumačkoj obitelji - otac Ivan Manojlović i majka Zorka Doknić bili su kazališni glumci. Poslije svog prvog televizijskog nastupa 1970., pojavljuje se u brojnim filmovima i TV dramama, od kojih su neki, poput serije iz 1975.Grlom u jagode u kojoj je igrao Mikija Rubirozu, dobile kultni status. Jednu od zapaženijih uloga ostvaruje kao tragičan oportunist u filmu Emira Kusturice Otac na službenom putu 1985. S Kusturicom je surađivao i na filmovima Underground 1995 i Zavet 2007. Poznat je po raznovrsnosti svojih uloga, što mu je pomoglo ostvariti zapažene, kako ozbiljne tako i uloge u komedijama, kao npr. u filmu  Mi nismo anđeli 1992.  Igrao je ulogu Agostina Tassija 1997. u filmu Artemisia.

## Privatno
Manojlović je u braku s glumicom Tamarom Vučković i imaju sina Ivana. Iz prijašnjeg braka ima i kćer Čarnu Manojlović.

## Filmografija
- Otpisani (TV serija) (1974.)
- Košava (1974.)
- Priča o vojniku (1976.)
- Hajka (1977.)
- Posljednji podvig diverzanta Oblaka (1978.)
- Sok od šljiva (198.)
- Piknik u Topoli (1981)
- Samo jednom se ljubi kao Tomislav (1981.)
- Sezona mira u Parizu (1981)
- 13. jul (1982.)
- Nešto između (1983.)
- U raljama života kao šofer (1984.)
- Tajvanska kanasta (1985.)
- Jagode u grlu (1985)
- Otac na službenom putu (1985.)
- Za sreću je potrebno troje (1985.)
- Utrka za bombom (TV mini serija) (1987.)
- Vuk Karadžić (TV serija) (1987.)
- Vreme čuda (1989.)
- Seobe (1989.)
- Un week-end sur deux (1990.)
- Mi nismo anđeli (1992)
- Tito i ja (1992.)
- Tango Argentino (1992.)
- La Piste du télégraphe (1994.)
- Underground (1995.)
- Nečija Amerika (1995.)
- Portraits chinois (1996.)
- Ciganska magija (1997.)
- Artemisia (1997.)
- Il Macellaio (1998.)
- Rane (1998.)
- Bure baruta (1998.)
- Crna mačka, beli mačor (1998.)
- Emporte-moi (1999.)
- Rien à dire (1999.)
- Les Amants criminels (1999.)
- Voci (2000.)
- Épouse-moi (2000.)
- Sans plomb (2000)
- Mortel transfert (2001.)
- Jeu de cons (2001.)
- Kako loš son (2002)
- Les Marins perdus (2003.)
- Mali svet (2003.)
- Tor zum Himmel (2003.)
- Mathilde (2004.)
- Hurensohn (2004.)
- Ne fais pas ça (2004.)
- 100 minuta Slave (2004.)
- Mi nismo anđeli 2 (2005.)
- Ze film (2005.)
- L'Enfer (2005.)
- La Fine del mare (2007.)
- Klopka]' (2007.)
- Irina Palm (2007.)
- Hadersfild (2007.)
- Zavet (2007.)
- Svetat e golyam i spasenie debne otvsyakade (2008.)
- Largo Winch (2008)
- Besa (2009)
- Neka ostane među nama kao Nikola (2010.)
- Cirkus Columbia (2010.)
- Urota u Burmi (2011.)
- Sam samcat kao tetak (2018.)

## Vanjske poveznice
- Miki Manojlović na Internet Movie Databaseu